# Diocèse d'Osorno
Le diocèse d'Osorno (en latin : Dioecesis Osornensis ; en espagnol : Diócesis de Osorno) est un diocèse de l'Église catholique du Chili suffragant de l'archidiocèse de Puerto Montt.

## Territoire
Il s'étend dans toute la province d'Osorno de la région des Lacs avec une superficie de 9 236 km divisé en 22 paroisses. L'évêché est dans la ville d'Osorno où se trouve la cathédrale Saint-Matthieu-Apôtre.

## Histoire
Le diocèse est érigé le 15 novembre 1955 par la constitution apostolique Christianorum qui in diocesibus du pape Pie XII, recevant son territoire du diocèse de Valdivia et du diocèse de Puerto Montt (aujourd'hui archidiocèse).
Son premier évêque, le capucin Francisco Valdés Subercaseaux, est déclaré vénérable par le pape François le 7 novembre 2014.
Nommé suffragant de l'archidiocèse de Concepción lors de sa création, il intègre la province ecclésiastique de l'archidiocèse de Puerto Montt le 10 mai 1963.

## Évêques
- Vénérable Francisco Valdés Subercaseaux, O.F.M.Cap (20 juin 1956 - 4 janvier 1982)
- Miguel Caviedes Medina (8 novembre 1982 - 19 février 1994), nommé évêque de Los Ángeles
- Alejandro Goić (27 octobre 1994 - 10 juillet 2003), nommé évêque coadjuteur de Rancagua
- René Rebolledo Salinas (8 mai 2004 - 14 décembre 2013), nommé archevêque de La Serena
- Juan Barros Madrid (es) (10 janvier 2015 - 11 juin 2018)
- Jorge Enrique Concha Cayuqueo, O.F.M (5 janvier 2020 - 4 mars 2023), nommé évêque de Temuco